# Châteauneuf-de-Randon

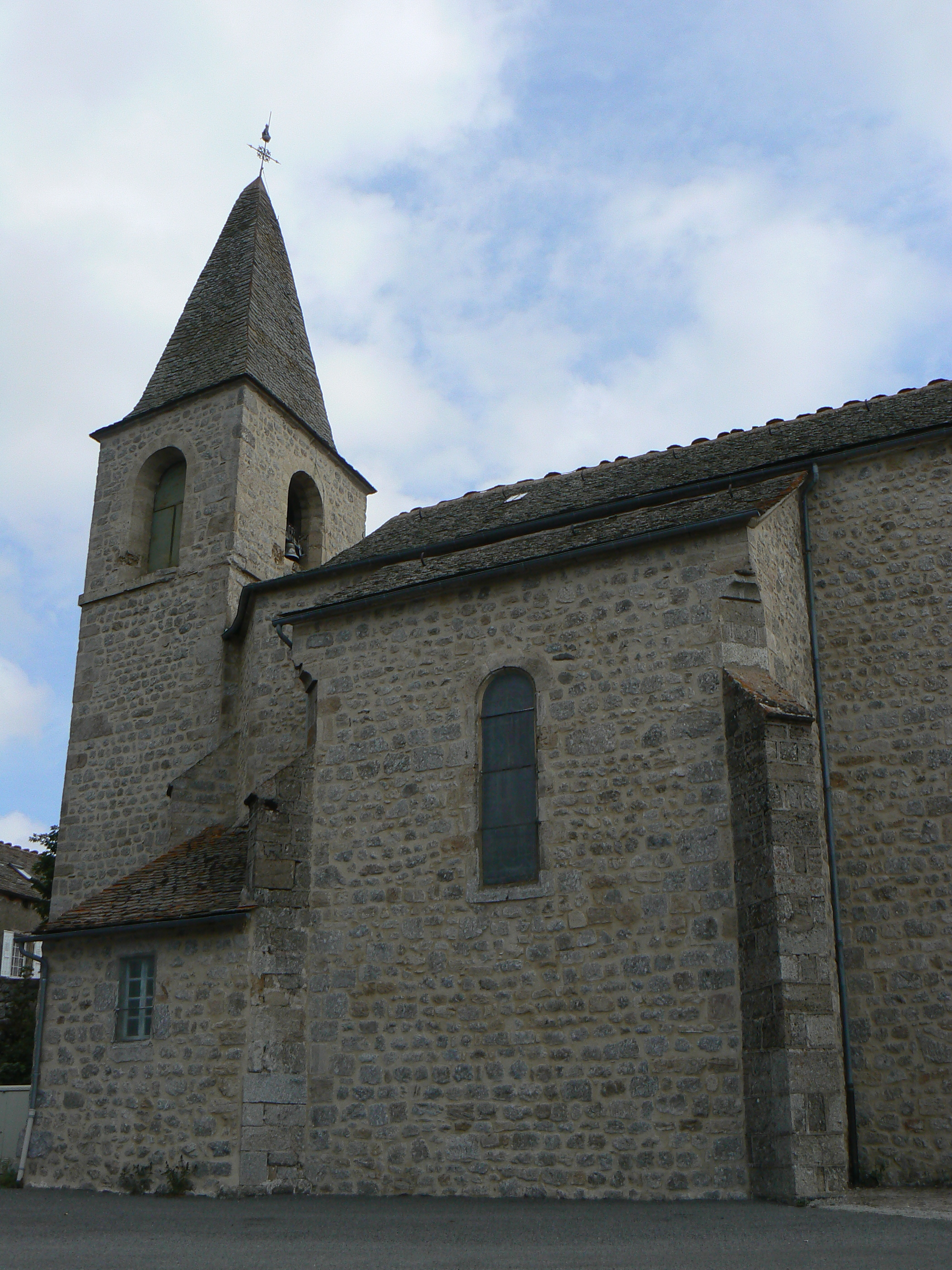
Kościół w Châteauneuf-de-Randon, 2007

Châteauneuf-de-Randon – miejscowość i gmina we Francji, w regionie Oksytania, w departamencie Lozère.
Według danych na rok 1990 gminę zamieszkiwało 536 osób, a gęstość zaludnienia wynosiła 22 osoby/km² (wśród 1545 gmin Langwedocji-Roussillon Châteauneuf-de-Randon plasuje się na 499. miejscu pod względem liczby ludności, natomiast pod względem powierzchni na miejscu 287.).

## Populacja

Populacja Châteauneuf-de-Randon w latach 1962-2008